# Пщулкі (Лодзинське воєводство)
Пщулкі (пол. Pszczółki) — село в Польщі, у гміні Зелюв Белхатовського повіту Лодзинського воєводства.
Населення — 128 осіб (2011).
У 1975-1998 роках село належало до Пйотрковського воєводства.

## Демографія
Демографічна структура станом на 31 березня 2011 року:
|          | Загалом | Допрацездатний вік | Працездатний вік | Постпрацездатний вік |
| -------- | ------- | ------------------ | ---------------- | -------------------- |
| Чоловіки | 69      | 14                 | 43               | 12                   |
| Жінки    | 59      | 11                 | 30               | 18                   |
| Разом    | 128     | 25                 | 73               | 30                   |